# Iscrizioni di Bisotun
Le Iscrizioni di Bisotun (note anche come Bisitun o Bisutun o Behistun; in persiano antico , Bagāstana, che significa "luogo degli dèi"; in persiano moderno بیستون) sono delle iscrizioni multi-lingue situate sul Monte Behistun nella provincia iraniana di Kermanshah, nello shahrestān di Harsin, tra le più importanti iscrizioni antiche di tutto il Medio Oriente.
Le iscrizioni, risalenti agli anni fra il 520 e il 518 a.C. durante il regno di Dario I, sono composte da tre versioni dello stesso testo, scritte in caratteri cuneiformi in tre diverse lingue: antico persiano, elamitico e babilonese. Un ufficiale del British Army, Sir Henry Creswicke Rawlinson, le trascrisse in due parti, nel 1835 e nel 1844. Egli riuscì poi a tradurre il testo in antico persiano nel 1838, mentre le versioni elamitica e babilonese vennero tradotte da Rawlinson ed altri dopo il 1844. Il babilonese era una forma evoluta della lingua accadica, entrambe facenti parte del ceppo semitico. Queste iscrizioni furono per la scrittura cuneiforme quello che fu la stele di Rosetta per i geroglifici egiziani: il documento cruciale per decifrare un sistema di scrittura che si credeva perduto.

## Storia

### Storia antica
La prima citazione storica delle iscrizioni fu fatta dal greco Ctesia di Cnido che ne annotò l'esistenza attorno al 400 a.C., parlando di un pozzo e di un bel giardino sotto le iscrizioni dedicate dalla regina Semiramide a Zeus (analogo greco di Ahura Mazdā). Anche Tacito ne parlò inserendo una descrizione di monumenti ausiliari alla base del monte che sarebbero andati perduti, tra cui un altare dedicato ad Ercole. I reperti recuperati sul luogo, tra cui una statua del 148 a.C., sono coerenti con quanto descritto da Tacito. Infine Diodoro Siculo, storico del I secolo a.C., scrisse:
(Diodoro Siculo, Bibliotheca historica, II, 13, 1-2, ed. Immanuel Bekker)
Dopo la caduta dell'impero persiano e dei suoi successori, ed il declino della scrittura cuneiforme, la natura delle iscrizioni venne dimenticata e la storia delle sue origini cominciò a riempirsi di particolari inventati. Per secoli, invece di attribuirli a Dario (uno dei primi re persiani) si credette che fossero sorti durante il regno di Cosroe II di Persia.

### Nel medioevo e nell'età moderna

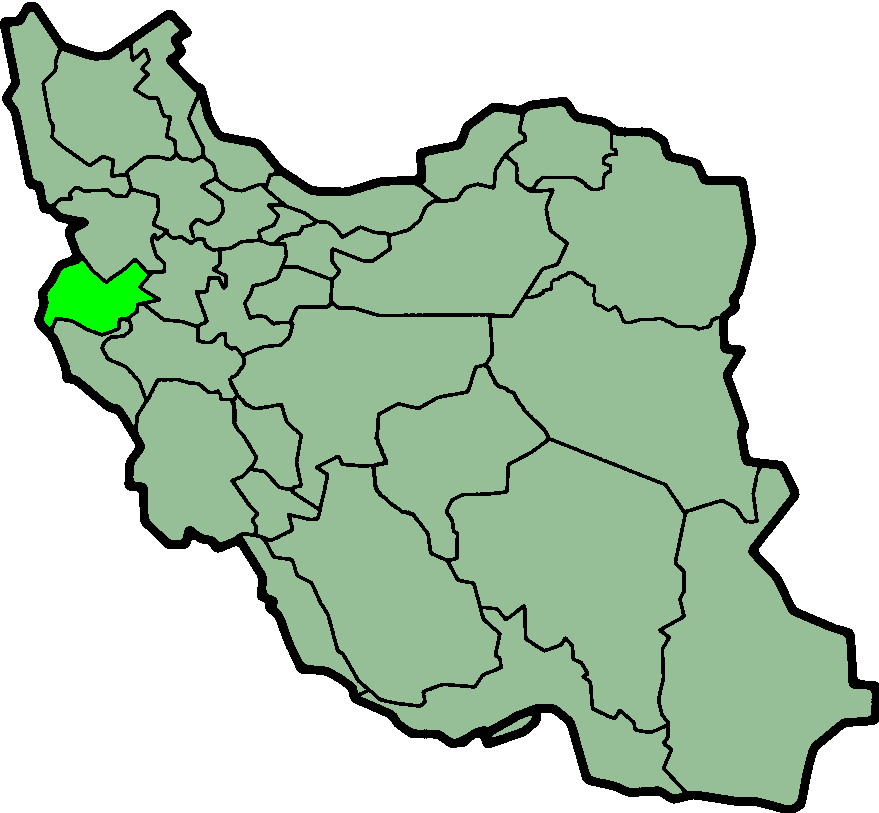
Monte Behistun, Persia

Nacque una leggenda secondo cui sarebbero stati creati da Farhad, amante della moglie di Cosroe, Shirin. Esiliato per il tradimento, a Farhad sarebbe stato ordinato di incidere la montagna per trovare acqua; se ci fosse riuscito avrebbe avuto il permesso di sposare Shirin. Dopo molti anni, e dopo aver rimosso metà della montagna, alla fine trovò l'acqua, ma scoprì che sia Cosroe sia Shirin erano morti. Impazzì, lanciò l'ascia contro la montagna, baciò il suolo e morì. Nel libro Cosroe e Shirin si dice che la sua ascia era stata fabbricata con il legno preso da un melograno, e che dove l'arma atterrò nacque un melograno i cui frutti erano in grado di curare le malattie. Shirin ovviamente non era morta, e ne pianse la morte.
L'iscrizione venne notata da un viaggiatore arabo, Ibn Hawqal, a metà del 900, che la interpretò come la figura di un'insegnante che punisce il proprio pupillo. Fu solo nel 1598 che l'inglese Robert Shirley vide le iscrizioni durante una missione diplomatica in Persia per conto dell'Austria, e le portò all'attenzione delle scuole archeologiche europee. Il suo gruppo giunse alla conclusione che si trattava di un'immagine dell'Ascensione di Gesù con un'iscrizione in greco.
Le errate interpretazioni bibliche degli europei continuarono per i due secoli successivi. Il generale francese Gardanne ci vide Cristo ed i dodici apostoli, mentre Robert Ker Porter credeva che si trattasse delle dodici tribù di Israele e di Salmanassar I d'Assiria. L'esploratore italiano Pietro Della Valle visitò l'iscrizione durante un pellegrinaggio attorno al 1621, ed il tedesco Carsten Niebuhr lo fece nel 1764 durante l'esplorazione dell'Arabia e del Medio Oriente per conto di Federico V di Danimarca, pubblicando una copia delle iscrizioni nel suo diario di viaggio nel 1777. Le trascrizioni di Niebuhr vennero usate da Georg Friedrich Grotefend e da altri nel tentativo di decifrare la scrittura cuneiforme dell'antica Persia. Grotefend decifrò 10 dei 37 simboli nel 1802.

### Gli studi dell'800 e del '900

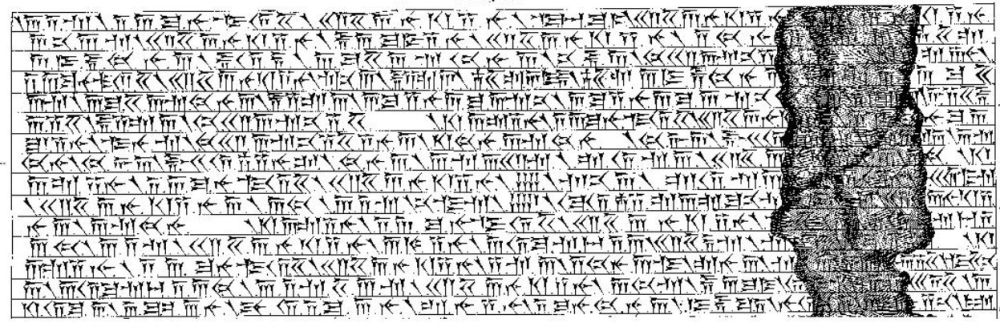
Colonna 1 (DB I 1-15), schizzo di Fr. Spiegel (1881)

Nel 1835 Henry Rawlinson, ufficiale della Compagnia Inglese delle Indie Orientali assegnato allo Scià dell'Iran, iniziò a dedicarsi seriamente al loro studio. Dal momento che il nome della città di Bisotun veniva anglicizzato in "Behistun", il monumento divenne noto con il nome di "Iscrizioni di Behistun". Nonostante la loro inaccessibilità Rawlinson riuscì a scalare il monte copiando l'iscrizione in antico persiano. Il testo in elamitico si trovava oltre un crepaccio, ed il babilonese quattro metri sopra; entrambi erano difficili da raggiungere, e vennero rimandati a futuri studi.
Armato di testo persiano e con circa un terzo del sillabario reso disponibile dal lavoro di Georg Friedrich Grotefend, Rawlinson iniziò a lavorarci. Fortunatamente la prima sezione conteneva una lista degli stessi re persiani ritrovabili negli scritti di Erodoto nella loro originale forma persiana. Ad esempio il nome di Dario viene scritto come "Dâryavuš" invece della versione greca "Δαρειος". Esaminando i nomi ed i caratteri Rawlinson riuscì a decifrare la scrittura degli antichi persiani nel 1838 presentando i risultati dei propri studi alla Royal Asiatic Society di Londra e alla Société Asiatique a Parigi.
Sorprendentemente il testo in antico persiano era stato copiato e decifrato prima ancora di copiare le versioni elamitica e babilonese. Nel frattempo Rawlinson fece una spedizione in Afghanistan fino al 1843. Attraversò per la prima volta il crepaccio che lo divideva dalle altre due scritture costruendo un ponte temporaneo con assi di legno. A questo punto poté assumere un ragazzo del posto per arrampicarsi fino in cima alla costa, e per appendere funi grazie alle quali riuscì a fare stampi di cartapesta del testo babilonese. Rawlinson, insieme agli studenti Edward Hincks, Jules Oppert, William Fox Talbot ed Edwin Norris, decifrò queste iscrizioni, arrivando a poterle leggere per intero. La capacità di leggere l'antico persiano, l'elamitico ed il babilonese fu uno degli sviluppi chiave che condussero l'assiriologia ad un livello moderno.

### La fama delle iscrizioni
In seguito vennero effettuate altre spedizioni. Nel 1904 ve ne fu una sponsorizzata dal British Museum e guidata da Leonard William King e Reginald Campbell Thompson, mentre nel 1948 ne compì un'altra George G. Cameron dalla University of Michigan. Entrambe raccolsero fotografie, gessi e trascrizioni più accurate dei testi, tra cui passaggi non copiati da Rawlinson. Fu evidente che le piogge avevano eroso parte del calcare in cui il testo era stato inciso, lasciando invece altri strati che avevano parzialmente coperto l'opera.
Il monumento patì il fatto che i soldati lo usarono quale bersaglio per l'addestramento durante la seconda guerra mondiale. Recentemente gli archeologi iraniani hanno svolto alcuni lavori di restauro. Il sito divenne patrimonio dell'umanità dell'UNESCO nel 2006.

## Testo

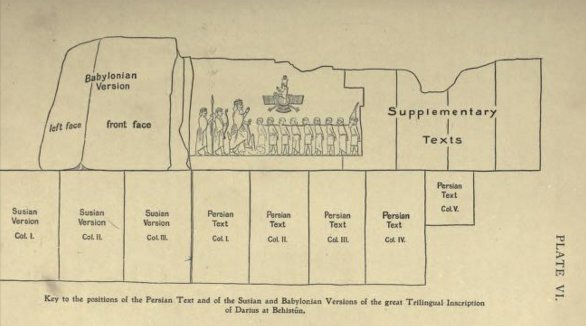
La posizione delle iscrizioni (tratta da L. W. King e R. C. Thompson 1907)

### Versioni
Il testo delle iscrizioni può essere suddiviso in quattro parti principali in base alla lingua di appartenenza e al periodo di iscrizione:
- Prima versione elamitica: anche detti "testi supplementari", fu la prima ad essere incisa sulla roccia, visto che nel 520 a.C., all'epoca di Dario I, l'elamitico era la lingua ufficiale di tutto l'impero achemenide. Il testo in elamitico si trova nelle quattro colonne a destra delle figure in rilievo dei sovrani, per un totale di 323 linee. Il cattivo stato di conservazione non permette una chiara lettura del testo che, secondo lo storico George Cameron,[5] sarebbe stato in buona parte simile alla successiva versione elamitica.[2]
- Versione babilonese: in seguito alla prima versione elamitica, fu incisa sulla pietra una versione in babilonese di 112 linee, molto più corta di quella in elamitico che ne conta 323. Tutto il testo babilonese è stipato in un'unica colonna che, come si intuisce dalla posizione, sembrerebbe essere l'arrangiamento originale delle incisioni.[2]
- Versione persiana: intorno al 519 a.C. a Bisotun venne creata una versione in persiano, esattamente al di sotto delle raffigurazioni in rilievo. Il testo è il più lungo tra tutte le versioni (in totale circa 3 600 parole) e, originariamente, era composto da quattro colonne di 96, 98, 92 e 92 linee di lunghezza. Una quinta colonna, di 36 linee, venne aggiunta dopo la seconda versione elamitica; l'"appendice" tratta degli ultimi eventi accaduti nell'impero (intorno al 519 a.C.). L'iscrizione in persiano ha una grande importanza in ambito linguistico: è infatti il primo testo scritto in persiano cuneiforme.[2]
- Seconda versione elamitica: fu creata per celebrare la vittoria di Dario sugli Elamiti e sugli Sciti (rispettivamente 519 e 517 a.C.). La raffigurazione del capo degli Sciti, Skunkha, venne posta accanto a quella degli altri capi sconfitti, però, così facendo, si dovette eliminare la parte più a sinistra delle iscrizioni in elamitico, che vennero minuziosamente ricopiate più in basso, a sinistra di quelle in persiano antico. Il testo si estende su tre colonne di 81, 85 e 94 linee ciascuna (per un totale di 260).[2]

### Argomento

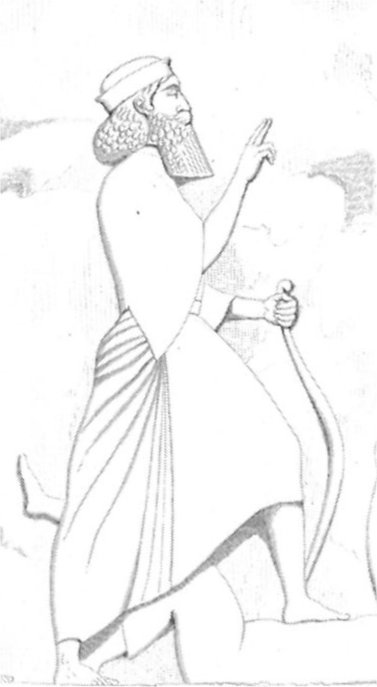
Dettaglio di Dario dalle raffigurazioni di Bisotun (Eugène Flandin e Pascal Coste, 1851)

Le iscrizioni di Bisotun nascono come un'autobiografia dai tratti encomiastici del re Dario di Persia, una sorta di Res gestae persiane, come scrisse lo storico Olmstead. Il §1 del testo persiano pone subito in evidenza il soggetto dell'iscrizione, che è anche l'autore (, adam Dārayavauš = io sono Dario), e la rilevanza e il potere del soggetto ([], khšāyathi[ya khšāya]thiyānām = re dei re); un inizio equivalente è anche presente nelle versioni elamitica e babilonese. Le iscrizioni di Bisotun in generale analizzano anno per anno, dal 522 al 519 a.C., la legittima salita al trono di Dario (§10-§15), le ribellioni represse e le guerre intraprese (coll. II-III) con annesso riassunto (§52-§53) e le caratteristiche del suo governo (§1-§9).
Tutte le versioni sembrano quindi trattare in modo simile ogni argomento, ognuna derivando il proprio testo dall'elamitico o, forse, da una versione ancora più antica in aramaico. Nessuna ipotesi può essere confermata, ma è un fatto che soprattutto i testi in elamitico e in antico persiano siano quelli che presentano il maggior numero di somiglianze, come anche quelli in babilonese e i ritrovamenti in aramaico (vedi sotto). Le versioni presentano alcune differenze:
- Dal punto di vista puramente strutturale, senza considerare i singoli testi dal punto di vista sintattico, si possono rintracciare numerose discrepanze nella suddivisione in paragrafi (segnati con §). Ogni paragrafo, eccetto il primo di ogni versione, presenta la classica ricorrenza: «il re Dario dice»,[11] che in antico persiano è .

### Il §70 e la diffusione del testo
L'ultima frase in persiano, prima della scrittura della V colonna, recita così:
(DB, IV, 88-92 (§70), ed. Kent)

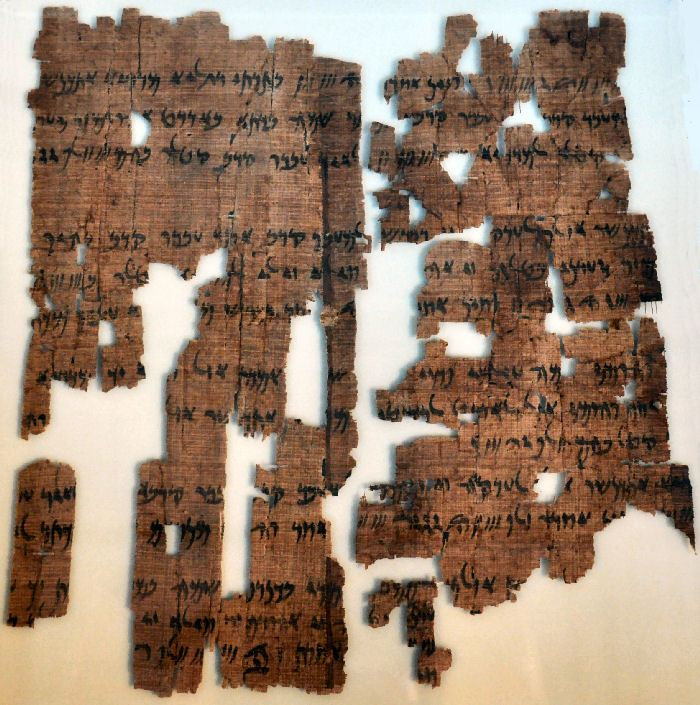
Frammento di un papiro di Elefantina (Neues Museum di Berlino, P13447)

L'argomento del paragrafo 70 non è presente nei testi in elamitico e in babilonese. Secondo quanto recita il testo in persiano sopra citato, Dario diffuse il contenuto dell'iscrizione in «tutte le sue province» su tavole d'argilla e su pergamena. Questa affermazione è stata confermata dal ritrovamento di alcuni frammenti recanti scritti una parte del testo dell'iscrizione di Bisotun: .
- Frammenti di Babilonia: sul sito dell'antica città di Babilonia sono stati ritrovati due piccoli frammenti[12] del testo dell'iscrizione. Il primo dei due frammenti è una tavoletta d'argilla di 26×40 cm di lunghezza, contenente 13 linee di testo riconducibili alle linee 55-58 (= §13) e 69-72 (= §14-§15) della prima colonna in persiano. Il testo, pur non riportando le stesse parole presenti nelle iscrizioni, conferma l'affermazione del §70 della quarta colonna e prova che anche a Babilonia si era diffuso il messaggio inciso a Bisotun.[2] Il secondo frammento,[13] ritrovato sempre a Babilonia, contiene 5 linee riconducibili alle linee 91-95 (= §19) della prima colonna e alle linee 11-12 (= §23) della seconda colonna.[2]
- Frammenti di Elefantina: molto importanti risultano essere i due fogli di papiro e i 36 frammenti in aramaico ritrovati nell'antica colonia ebrea di Elefantina, in Egitto, e pubblicati nel 1911 da Sachau.[1] Il test al radiocarbonio ha posto i frammenti a non più tardi del 420 a.C., anno in cui l'aramaico era già diventato la lingua ufficiale dell'impero.[2] I frammenti ritrovati, però, andrebbero apparentemente contro il testo dell'iscrizione di Bisotun che parla di testi in «ario» non in aramaico. A questo problema, alcuni studiosi hanno supposto che le copie di cui parla l'iscrizione siano state scritti in persiano utilizzando l'alfabeto aramaico (i termini vengono definiti arameogrammi), sicuramente molto più veloce da scrivere rispetto ai segni cuneiformi.[14] Risalenti all'impero achemenide sono stati ritrovati anche altri papiri contenenti arameogrammi, come gli scritti inviati al satrapo di Menfi e di Giudea[15] o le lettere a quello d'Egitto, un certo Aršāma.[14][16] Le circa 190 linee di testo su papiro trovano numerose corrispondenze con §44 e §49 per la versione babilonese, e §55, §60-§61 per quanto riguarda il testo in persiano cuneiforme di Bisotun.[2]